# Pintueles
Pintueles es una parroquia asturiana y un lugar de dicha parroquia perteneciente al concejo de Piloña, en el norte de España. Cuenta con una superficie de 9,80 kilómetros cuadrados, en los que habitan 152 personas según el INE de 2021. Limita al norte con la parroquia de Anayo, al sur con San Román, por el este con Borines y al oeste con las parroquias de Torazo y Gramedo, ambas en el vecino concejo de Cabranes. 

## Entidades de población
Además de Pintueles, otras poblaciones de la misma parroquia son: Cadanes, El Brecín, Busllería, La Cabañina, El Carbayón, El Caspiu, La Formiga, Muruxones, L'Escuredal, La Roza y Les Tazaes.